# Brachyunguis bishopi
Brachyunguis bishopi är en insektsart som beskrevs av Remaudière, G. och Halbert 1996. Brachyunguis bishopi ingår i släktet Brachyunguis och familjen långrörsbladlöss. Inga underarter finns listade i Catalogue of Life.